# Rövid utazás
Rövid utazás è il primo singolo estratto dal quarto album (terzo di studio) della cantante pop-rock ungherese Magdolna Rúzsa.